# Wish You Were Here (canción de Incubus)

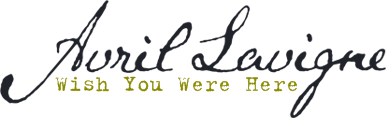
Wish you were here

«Wish You Were Here» -en español: "Ojalá estuvieses aquí"- es una canción y sencillo de Incubus, perteneciente a su cuarto álbum de estudio Morning View. Lanzado a finales del verano de 2001, alcanzó el puesto número dos en la lista Billboard Modern Rock Tracks y el número cuatro en la lista Billboard Mainstream Rock ese año. «Wish You Were Here» se convertiría en una de las canciones más conocidas de la banda y se incluiría en la compilación de grandes éxitos Monuments and Melodies.

## Música y letra
Antes de su lanzamiento, la pista se reprodujo durante el festival de verano Moby's Area: One. Fue anunciado como el sencillo principal de Morning View en junio de ese año. El guitarrista Mike Einziger señaló que «Wish You Were Here» fue una de las últimas canciones escritas para Morning View y que "el contenido trata sobre ser feliz en el momento y no mirar hacia al futuro como un evento." El vocalista Brandon Boyd también explicó su significado:
"La canción no se trataba específicamente de una persona. Se trataba de reconocer un momento muy breve en mi vida y en mi experiencia con todos estos muchachos al hacer este disco. En ese momento, desearía haber tenido a alguien que dijera: "te amo". Deseaba que hubiera alguien allí con quien compartir ese momento."

## Video musical
Se programó un rodaje para el video musical de «Wish You Were Here» en agosto de 2001 con el director Phil Harder. Einziger anticipó que terminarían todo en un solo día, como había sido con los videos anteriores de Incubus. Aunque podría transmitirse desde el sitio web de la banda, debido a los recientes atentados del 11 de septiembre en los que las víctimas saltaban de las Torres Gemelas, el video original sería rechazado. Boyd comentó sobre la controversia del video:
"Gastamos mucho dinero, muchos días, sangre, sudor, lágrimas... Luego nuestra gente y MTV lo consideran inapropiado... En el video original, estábamos emulando una escena de la película Head de The Monkees. En la película había miles de mujeres gritando y gente del ejército, policías, payasos y fotógrafos persiguiendo a los Monkees por este puente. Lo único que pueden hacer es saltar. Filmamos una escena en la que estamos huyendo de esa gente. Esa parte fue considerada inapropiada: chicas gritando y gente gritando. Entonces, el único lugar al que podemos ir, está saltando el puente. Se nos muestra descendiendo y golpeando en el agua. Con lo que, antes de que ocurriera todo eso, nos reíamos mucho."
—Brandon Boyd
La segunda versión, que tuvo una gran difusión en su estreno a finales de septiembre, tiene a la banda actuando frente a un fondo blanco, con una ligera brisa que sopla hacia ellos. El sustituto mezcló el metraje de fondo blanco de Phil Harder con varios metrajes estilo "video casero" de los miembros de la banda durante la producción del álbum en su casa de Morning View, incluso en su sala de control, en su piscina, jugando al golf sobre el césped con vista al mar y disfrutando de otras actividades de verano, filmado y editado por Brett Spivey. En diciembre de 2001, alcanzó el número ocho en TRL de MTV.
En mayo de 2002, la versión original del "salto de puente", así como el metraje entre bastidores, se incluirían en el DVD de Morning View Sessions. El video también se emitiría años después en Fuse.

## Interpretaciones en directo
«Wish You Were Here» se presentó en el Late Show with David Latterman el 1 de noviembre de 2001. Tras ganar el Billboard Modern Rock Single con "Drive", Incubus interpretó «Wish You Were Here» en el show de premios.

## Otras versiones
- En 2015, Lower Than Atlantis lanzó una versión de la canción en la reedición de 2015 de su álbum homónimo[4]

## Lista de posiciones
| Lista (2001)                           | Posición |
| -------------------------------------- | -------- |
| Estados Unidos (Mainstream Rock)       | 4        |
| Reino Unido (UK Singles Chart)         | 27       |
| Italia (FIMI)                          | 34       |
| Escocia (Scottish Singles Sales Chart) | 35       |
| Estados Unidos (Adult Top 40)          | 36       |
| Australia (ARIA)                       | 39       |
| Nueva Zelanda (Recorded Music NZ)      | 45       |